# Jan Timke

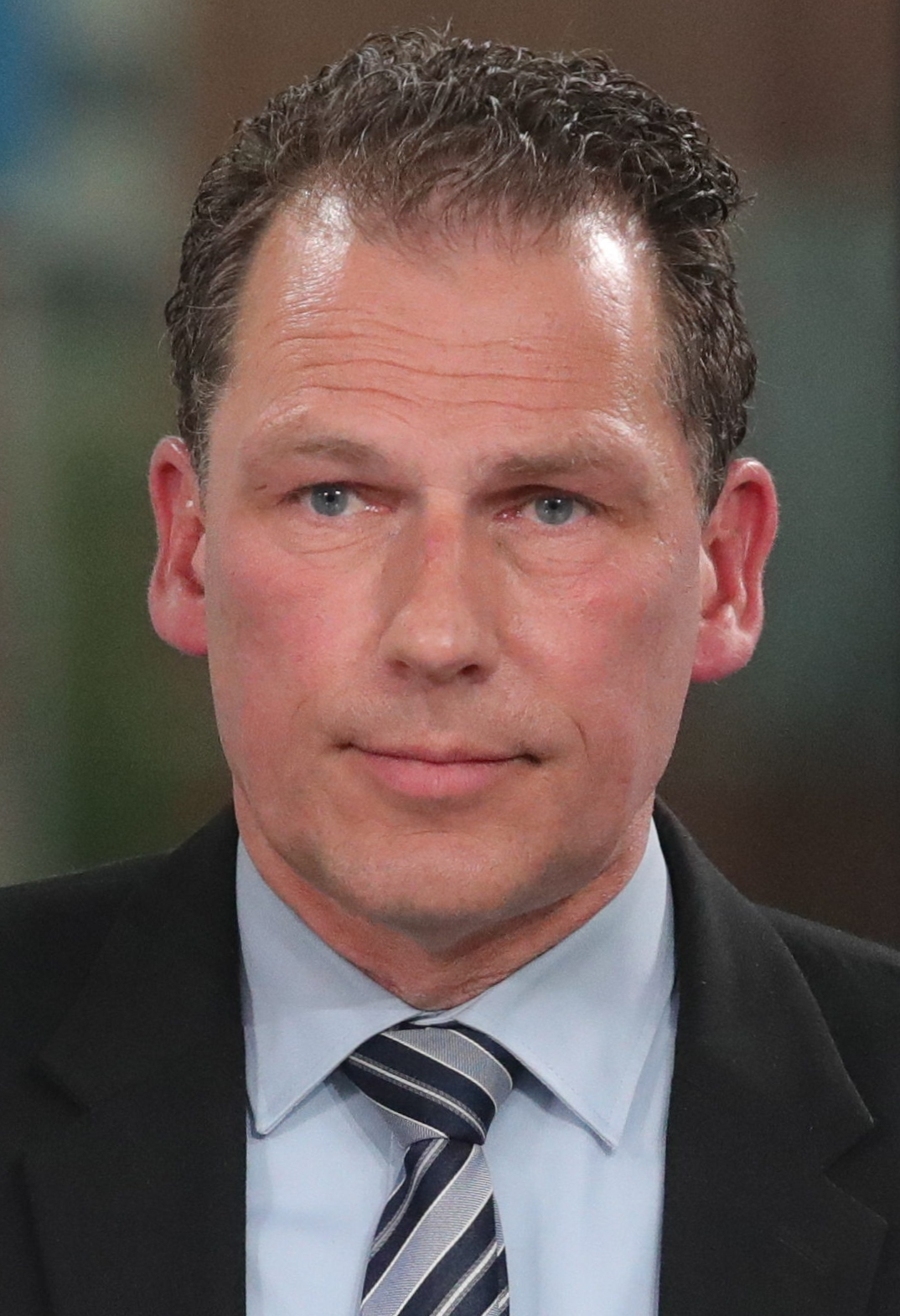
Jan Timke (2023)

Jan Timke (* 3. Januar 1971 in Hoya) ist ein deutscher Politiker (Bündnis Deutschland, zuvor BIW, Schill-Partei,  Statt Partei). Er war Vorsitzender und Mitbegründer der 2004 gegründeten rechtspopulistischen Wählervereinigung Bürger in Wut (BIW). Seit dem 23. September 2008 ist er Mitglied der Bremischen Bürgerschaft.
Von 1993 bis 2001 war Timke Mitglied der Statt Partei, danach von 2001 bis 2004 Mitglied der Partei Rechtsstaatlicher Offensive („Schill-Partei“).
Seit Juni 2023 ist er Fraktionsvorsitzender von Bündnis Deutschland in der Bremischen Bürgerschaft und seit September 2023 Vorsitzender des Landesverbandes Bremen.

## Biografie

### Familie, Ausbildung und Beruf
Timke wuchs im niedersächsischen Landkreis Nienburg/Weser auf. Nach dem Realschulabschluss begann er 1988 seine Ausbildung beim Bundesgrenzschutz. Nach dem Mauerfall wurde er auf eigenen Wunsch an die deutsch-polnische Grenze versetzt, wo er unter anderem in einer Spezialeinheit zur Bekämpfung der organisierten Kriminalität arbeitete. 1999 wechselte Timke zum Bundeskriminalamt nach Berlin und wurde dort im Personenschutz tätig. Zwischen 2004 und 2008 war Timke wieder bei der Bundespolizei beschäftigt. Seit dem 23. September 2008 ist er Mitglied der Bremischen Bürgerschaft.
Timke ist verheiratet mit der politischen Influencerin und ehemaligen Heilpraktiker-Anwärterin Melissa Timke (geb. Janetzki), auch bekannt als ehemalige Partyschlager-Interpretin Klara Korn, und hat drei Kinder. Im ZDF Magazin Royale in der Sendung vom 6. Dezember 2024 über die Verstrickungen von Nius in die rechtsextreme bzw. verschwörungsideologische Szene, wird auch auf Melissa Timke als via Nius aktive Influencerin hingewiesen, ohne ihren Mann zu erwähnen.

### Politik
1991, im Alter von 20 Jahren zog Timke auf der Liste einer kommunalen Wählervereinigung in den Gemeinderat seines Heimatortes Drakenburg ein. Er trat der Statt Partei bei und wurde stellvertretender Vorsitzender des Landesverbandes Niedersachsen. Später wurde er Landesvorsitzender der bremischen Statt-Partei, die er 2001 verließ.
2001 trat Timke der Partei Rechtsstaatlicher Offensive des Hamburger Amtsrichters Ronald Schill bei. Unter Timkes Führung löste sich die Statt-Partei Bremen zu Gunsten der Schill-Partei auf. Timke wurde Vorsitzender des neuen Landesverbandes Bremen der Schill-Partei. Bei der Bürgerschaftswahl in Bremen 2003 trat Timke als Spitzenkandidat der Partei Rechtsstaatlicher Offensive an, die landesweit ein Ergebnis von 4,41 Prozent erzielte.
Nach der Auflösung des bremischen Landesverbandes der Schill-Partei gründete Timke die Wählervereinigung Bürger in Wut. Als deren Spitzenkandidat nahm Timke im Mai 2007 erneut an der Wahl zur Bremischen Bürgerschaft teil. Im Wahlbereich Bremerhaven erreichten die BIW nach einer Nachwahl am 6. Juli 2008 ein Ergebnis von 5,29 Prozent und Timke zog in die Bürgerschaft ein.
Bei der Bürgerschaftswahl 2011 zog Timke erneut für die BIW über den Wahlbereich Bremerhaven in die Bürgerschaft (Landtag) ein.
Bei der Bürgerschaftswahl 2015 erfolgte die Wiederwahl für die BIW über den Wahlbereich Bremerhaven. Er war dort vertreten in der staatlichen Deputation für Inneres.
Am 12. Juni 2017 traten die LKR-Abgeordneten Piet Leidreiter und Klaus Remkes zu den Bürgern in Wut über. Seit diesem Zeitpunkt bilden sie mit Timke zusammen die parlamentarische Gruppe BIW in der Bremischen Bürgerschaft.
Ende August 2018 wurde bekannt, dass Timke einen Haftbefehl, der infolge eines Tötungsdelikts in Chemnitz ausgestellt wurde, auf seiner Facebook-Seite ins Internet gestellt und damit Dienstgeheimnisse verraten hat. Aus diesem Anlass wurden seine Privaträume in Bremerhaven durchsucht. Am 30. August 2018 gab Jan Timke zu, den  Haftbefehl veröffentlicht zu haben. Er habe das interne Dokument bei Facebook gesehen und dort weiterverbreitet. Er sei jedoch nicht Urheber dieses Leaks.
Bei der Bürgerschaftswahl in Bremen 2019 wurde er erneut in die Bürgerschaft gewählt. Darüber hinaus wurde er in die Bremerhavener Stadtverordnetenversammlung gewählt, der er seit 2008 angehört.
Anfang 2023 gab der Vorstand von BIW bekannt, mit der Partei Bündnis Deutschland verschmelzen zu wollen, woraufhin die Partei auf einen eigenen Antritt bei der Bürgerschaftswahl 2023 verzichtete und die Bürger in Wut unterstützten. Letztlich zog BIW mit 10 Mandaten in die Bürgerschaft ein. Bei einer Pressekonferenz wurde am 9. Juni 2023 die Verschmelzung bekanntgegeben, nachdem Bündnis Deutschland und BIW die Ergebnisse der Urabstimmungen veröffentlichten. Am selben Tag wurde Timke zum Fraktionsvorsitzenden gewählt.
Im Rahmen der Verschmelzung von Bündnis Deutschland mit BIW gründete Bündnis Deutschland am 28. September 2023 den Landesverband Bremen. Seither ist Timke dessen Vorsitzender.

## Filmografie
- Frank Furter, Hausener Bub: Deutschland von Innen – Demokratie im Fadenkreuz. Dokumentation, Blu-TV, Deutschland 2014 (mit Bernd Lucke (AfD), Wolfgang Hübner (Freie Wähler Frankfurt), Jan Timke (Bürger in Wut), Hans-Olaf Henkel (AfD), Claus Wolfschlag u. a.).